# ویکتور چو
ویکتور چو (انگلیسی: Víctor Chou؛ زادهٔ ۵ فوریهٔ ۱۹۹۲) بازیکن فوتبال اهل اسپانیا است.
از باشگاه‌هایی که در آن بازی کرده‌است می‌توان به باشگاه فوتبال اتلتیکو مادرید، باشگاه فوتبال شنژن، و باشگاه چین جنوبی اشاره کرد.
وی همچنین در تیم‌های ملی فوتبال زیر ۲۳ سال چین تایپه و چین تایپه بازی کرده‌است.